# Klänningen (1964)
Klänningen är en svensk film från 1964 i regi av Vilgot Sjöman. I rollerna ses bland andra Gunn Wållgren, Gunnar Björnstrand och Tina Hedström.
Inspelningen ägde rum mellan den 14 oktober och 13 december 1963 i Filmstaden Råsunda samt på Norr Mälarstrand i Stockholm och på Dalarö i Haninge. Filmens förlaga är romanen Klänningen av Ulla Isaksson. Isaksson stod även för filmmanuset. Sven Nykvist var fotograf, Ulla Ryghe klippare och Erik Nordgren och Olof Johansson kompositörer. Filmen premiärvisades den 5 oktober 1964 på biografen Röda Kvarn i Stockholm. Den är 85 minuter lång och tillåten från 15 år. Filmen är svartvit.

## Handling
Edit Fürst blir överlycklig när hennes mor, Helen Fürst, går med på att köpa henne en klänning som hon älskar. Samma dag får Edit menstruation för första gången; detta trots att hon är 18 år gammal och borde ha fått den flera år tidigare.
En dag bjuder Edit ut sig till moderns älskare Helmer Berg. När denne avböjer hennes erbjudande, låser hon in sig på toaletten och hotar att begå självmord. Hon säger även att Helmer försökt att våldta henne. Även om modern vet att detta inte är sant tvingar hon Helmer att lämna lägenheten. Mor och dotter börjar ett nytt liv tillsammans, vilket dock avbryts av att dottern träffar en ung man. Modern blir ensam.

## Rollista
- Gunn Wållgren – Helen Fürst
- Gunnar Björnstrand – Helmer Berg, direktör
- Tina Hedström – Edit Fürst, Helens dotter
- Mimi Pollak – fru Rubin, chef på Maison Georges

Ej krediterade
- Conny Borg – en ung man
- Ellika Mann – expedit på modehuset
- Fillie Lyckow – expedit på modehuset
- Berit Tancred – expedit på modehuset
- Lars-Erik Berenett – budet från Maison Georges
- Carl-Gunnar Hammarlund – radioröst

## Mottagande
Filmen ansågs vara tekniskt välgjord, men inte lyckad. Tidningen Aftonbladets recensent Jurgen Schildt kallade den "polerad intill gränsen för det opersonliga". Dagens Nyheters recensent Mauritz Edström var också kritisk i sin recension och skrev "Det finns något förenklat i framställningen av denna isolerade kvinnovärld, och jag kan inte förklara det obehag inledningsscenerna ger med annat än att de rymmer en latent kvinnofientlighet." Svenska Dagbladets Leif Furhammar vara likaledes kritisk och menade att filmen trots sina laddade konflikter var "egendomligt livlös". Även Expressens anmälare var kritisk.